# Nauruanos
Os nauruanos são um grupo étnico originário de Nauru, uma ilha do Oceano Pacífico, a noroeste da Papua-Nova Guiné. Actualmente, os Nauruanos vivem quase todos nesta ilha, com a excepção de uma pequena diáspora presente na Austrália.
O termo «Nauruanos» constitui um etnónimo mas é simultaneamente o gentílico da população de Nauru. As pessoas com a nacionalidade de Nauru também são chamadas «Nauruanos» mas nem todas fazem parte deste grupo étnico (o país tem mais de 12 000 habitantes). A Constituição local, na sua parte VIII define a cidadania do país através de uma artigo que se refere à "comunidade nauruana". Segundo a sua secção 4, os membros desta última serão "aborígenes nativos da ilha de Nauru em virtude das instituições, costumes e usos da ilha", além de pessoas originárias de outras ilhas do Pacífico casados com nauruanos, ou residentes em Nauru e que mantenham um estilo de vida tipicamente nauruano, e respectiva descendência".

## História

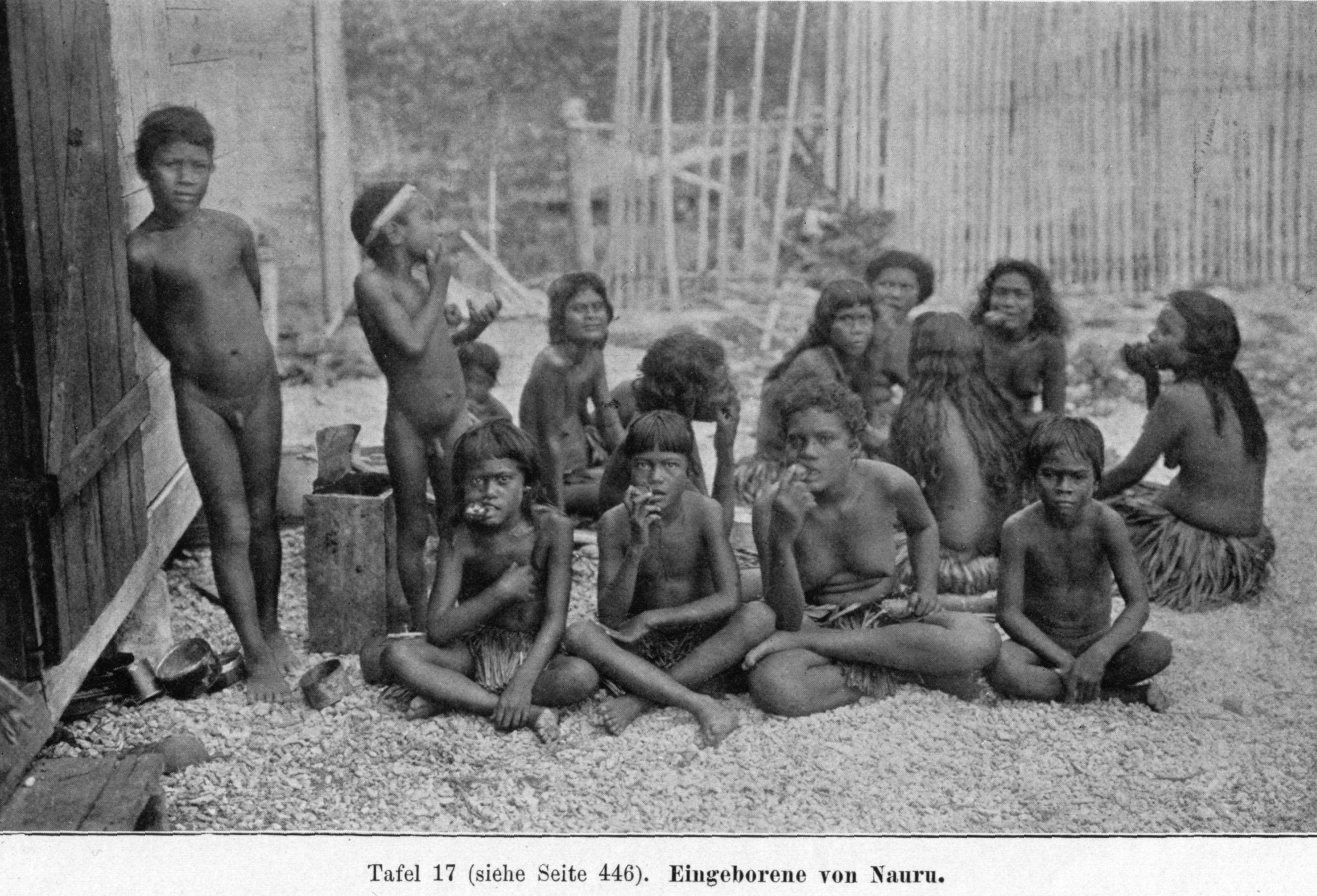
Nauruanos em 1896.

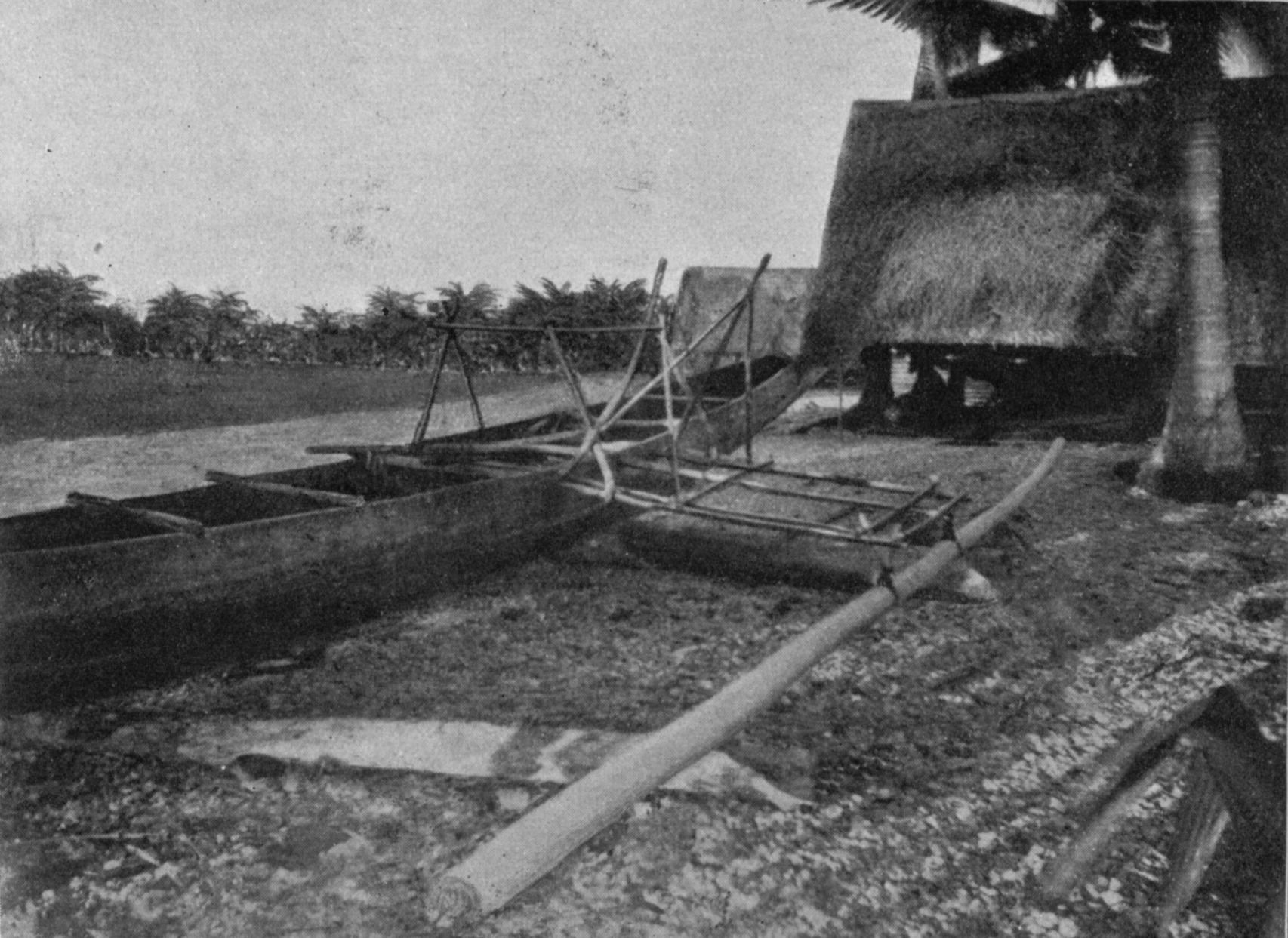
Casa tradicional e piroga em 1896.

### Época pré-colonial
Embora não exista nenhuma prova arqueológica, crê-se que os primeiros povoamentos de Nauru terão acontecido na Antiguidade e serão de navegantes micronésios e melanésios. Cerca de 1200 a.C., uma nova vaga de imigração terá chegada a esta ilha vinda do litoral da China através das Filipinas. Cruzamentos interétnicos entre estes e provavelmente também com as populações polinésias de arquipélagos circundantes terão homogeneizado a população. Os Nauruanos, organizados em doze tribos, partilham uma mitologia comum, vivem da agricultura de subsistência (cultura de coqueiro, de bananeira, do pandanus e do takamaka, embora também da pesca e da piscicultura), .
A partir de 1830, populações alóctones chegam à ilha descoberta para o mundo ocidental em 1798 pelos britânicos. Alguns Europeus desembarcam e introduzem conceitos desconhecidos para os Nauruanos como as transacções com dinheiro, e a solução de conflitos recorrendo à violência. Estes contactos com a civilização ocidental tiveram influências nefastas na sociedade nauruana, desembocando numa guerra civil que fez centenas de vítimas entre 1878 e 1888. Ao mesmo tempo, grassaram doenças como a gripe, a disenteria e a tuberculose contra as quais as defesas imunitárias dos Nauruanos são deficitárias dizimaram a população. O número de Nauruanos passou de cerca de 1400 indivíduos em 1843 a apenas 900 em 1888.

### Colonização
A partir de 1888, a Alemanha colonizou a ilha e trouxe estrangeiros como mão-de-obra: Chineses, Gilbertinos e Carolinianos. Ao mesmo tempo, os Alemães evangelizaram, educaram e ocidentalizaram os Nauruanos que perderam assim progressivamente as referências à sua própria cultura, abandonando a sua religião, os seus costumes, a sua estrutura social e de modo parcial a sua língua. Em 1906, com o início da extracção de fosfato no planalto central da ilha, o número de aldeias reduz-se, passando de 169 em 1900 a 110 em 1920.
No final da Primeira Guerra Mundial, Nauru passou para o controlo do Reino Unido. Foi a partir deste período que nasceu a percepção de que os Nauruanos poderiam desaparecer enquanto grupo étnico. De facto, as autoridades da época constataram que o número de Nauruanos tinha diminuído até chegar a apenas 1 068 indivíduos, por causa da epidemia de gripe. Criaram então o conceito de Dia de Angam para relançar a natalidade: o 1500.º Nauruano receberia presentes e todas as honras da ilha quando nascesse e o dia seria festejado como feriado todos os anos. Em 26 de Outubro de 1932, o Dia de Angam é festejado pela primeira vez com o nascimento de Eidegenegen Eidagaruwo, o primeiro Bebê de Angam.
Durante a Segunda Guerra Mundial, Nauru foi relativamente poupada pelos combates mas foi ocupada entre 1942 e 1945 pelo Japão. Os 1 850 Nauruanos foram deixados em liberdade de circulação mas submetidos a racionamento. Em Setembro de 1943, os Japoneses deportaram 1 200 Nauruanos nas ilhas Truk, para os utilizar como mão-de-obra mas também para limitar o estado de fome que se abateu sobre Nauru nas condições difíceis do Pacífico, com os bombardeamentos e combates a dificultar o contacto entre ilhas,. Só 737 Nauruanos sobreviveram. Estes seriam repatriados para a sua ilha em 31 de Janeiro de 1946. Os outros não sobreviveram às duras condições de vida (incluindo o Bebê de Angam Eidegenegen Eidagaruwo),. O número de Nauruanos caiu de novo para apenas 1 369 indivíduos mas em 31 de Março de 1949, o  Dia de Angam foi promovido pela segunda vez na história de Nauru com o nascimento de Bethel Enproe Adam. O número de Nauruanos não cessou de aumentar desde essa época.
Em 1 de Novembro de 1947, a ONU confia o mandato de Nauru à Austrália e a extracção do fosfato é retomada. Os Nauruanos retiram daí poucos benefícios, e reivindicam o estabelecimento de um «Conselho de governo local». Este foi criado em 18 de Dezembro de 1951. No entanto, o Conselho não tem nenhum poder concreto, enquanto os Nauruanos tomam consciência que as reservas de fosfato diminuem e são literalmente pilhadas. A Austrália concebe então um projecto de deslocação da totalidade dos Nauruanos na ilha Fraser e depois na ilha Curtis mas estes últimos recusam-no porque a Austrália não concorda com a independência , . Reforçados por esta recusa por parte da Austrália, os Nauruanos reclamam a independência para Nauru, que é finalmente concedida em 31 de Janeiro de 1968, no termo de um período de transição política e económica.

## Repartição geográfica
A maioria dos Nauruanos vivem na ilha de Nauru, principalmente agrupados numa aglomeração situada no sudoeste da ilha, ao longo do litoral, e os outros habitantes formam uma pequena comunidade em volta da lagoa Buada, o único lugar habitado do planalto central. Para além de Nauru, uma pequena diáspora vive maioritariamente na Austrália. Esta pequena parte é constituída por Nauruanos financeiramente estáveis e por estudantes inscritos nas universidades australianas.

## Estrutura da sociedade e modo de vida

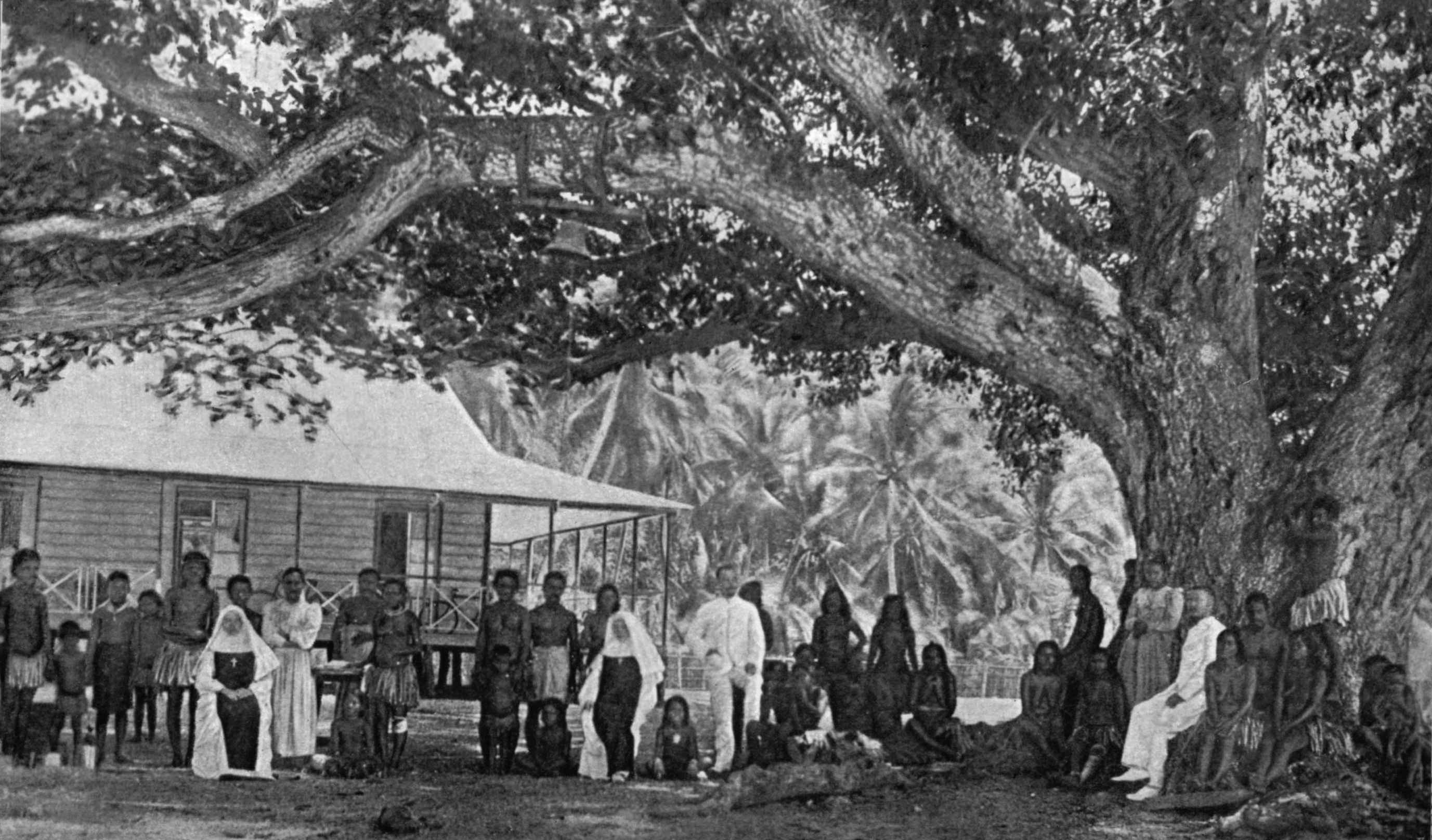
Missão católica em 1914.

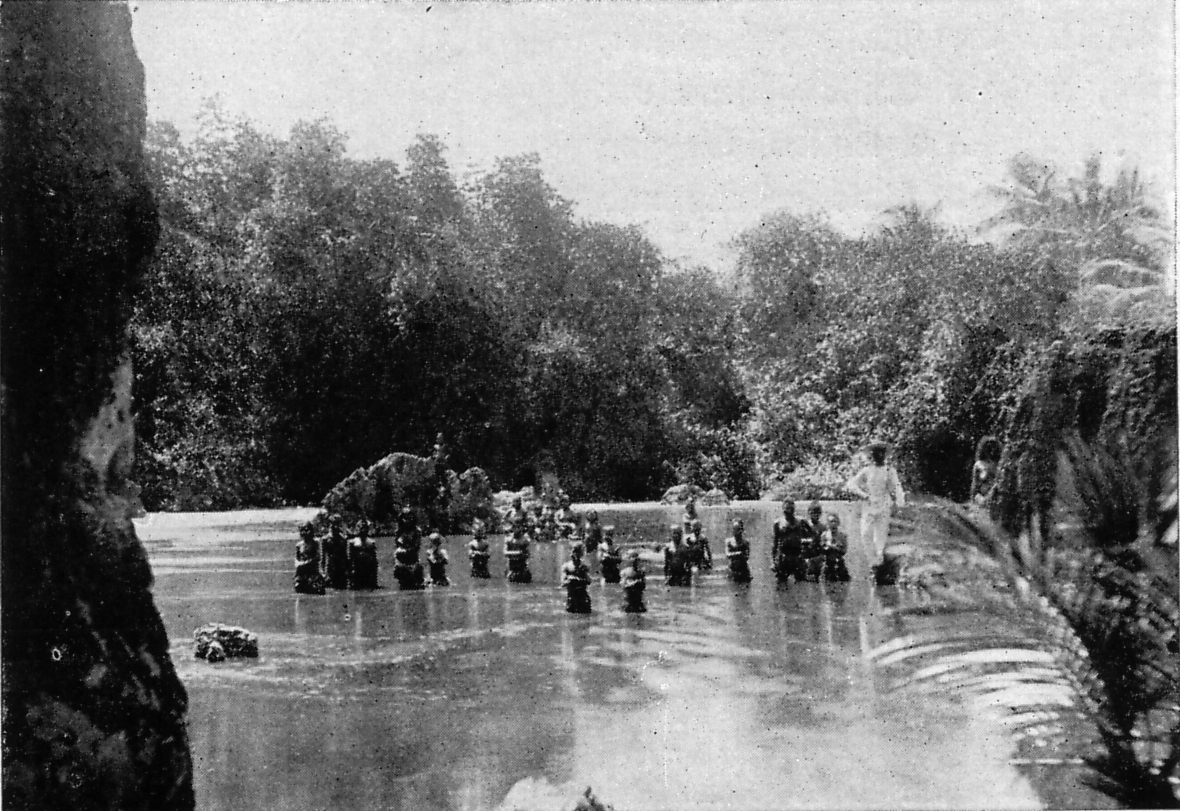
Cena de pesca na lagoa Buada em 1938.

### Costumes tradicionais
Antes da colonização da ilha no final do século XIX, os Nauruanos estavam organizados em doze tribos (simbolizadas hoje pela estrela branca de doze pontas da bandeira de Nauru) e distribuídos por aldeias : Deiboe, Eamwidamit, Eamwidara, Eamwit, Eamgum, Eano, Emeo, Eoraru, Irutsi, Iruwa, Iwi e Ranibok,. Cada tribo tinha um chefe que era o representante do conjunto de elementos do seu clã. Estes chefes encontravam-se em grandes reuniões para decidir sobre assuntos importantes para a sociedade no seu conjunto. A sociedade matriarcal permitia às mulheres ocupar o posto de chefe de tribo embora se saiba que o mais comum era um homem tomar esse lugar. Os homens são responsáveis por fornecer uma casa à sua família enquanto as mulheres se ocupam das crianças e das decisões familiares.
Como cada tribo tem a sua própria história e o seu próprio dialecto da língua nauruana, cada Nauruano reclama-se como membro de uma tribo. A tribo Iruwa era composta por imigrantes Gilbertinos recentemente chegados a Nauru. As tribos Irutsi e Iwi não tiveram descendentes: os seus últimos representantes terão aparentemente desaparecido, desconhecendo-se as razões, aquando da invasão e ocupação japonesa durante a Segunda Guerra Mundial. Estas tribos não existem mais na actualidade, e os habitantes de Nauru identificam-se em primeiro lugar com o distrito onde vivem.
A sociedade, totémica e pacífica (como testemunha o primeiro nome de Nauru : Pleasant Island, « Ilha Agradável »), vive da cultura de coqueiros, bananeiras, pandanus e takamakas usando o método da queimada e da criação de suínos,. Para enfrentar a seca provocada por La Niña, foram feitas reservas de coco na forma de copra. O leite de coco é fermentado para produzir uma bebida alcoólica de sabor amargo. Os Nauruanos praticam também a piscicultura desde há centenas de anos, capturando peixes-leite em torno da ilha e colocando-os na laguna Buada, um lago no centro da ilha, e numa lagoa de Anabar. A piscicultura serve agora como modo de organização social entre as diferentes tribos: as exploirações são divididas entre as tribos com muretes, o cuidado dos peixes é confiado aos homens que renovam regularmente o oxigénio da água para a carregar de nutrientes, as crianças estão proibidas de perturbar os peixes quando se banham nas suas águas.

### Ocidentalização
Os primeiros contactos com o mundo ocidental através de navios-mercantes e dos raros Europeus que viviam na ilha deram lugar a uma guerra civil tribal que fez centenas de vítimas. Para  repôr a paz e unidade entre os Nauruanos, o Império alemão tomou posse da ilha e proclamou o chefe Auweyida e a sua mulher Eigamoiya rei e rainha de Nauru, títulos honoríficos que mantiveram até 1920. Com a colonização, a sociedade nauruana perdeu a sua estrutura original e os seus usos e costumes: o cristianismo substituiu o totemismo, o nauruano perdeu os seus dialectos para se tornar uma língua única e alterou-se com palavras provenientes da língua alemã, o matrimónio cristão suplantou a poligamia, as danças tradicionais tidas por demasiado sexuais foram interditas, os panos que tapavam o sexo são substituídos por vestes e as fricções corporais com óleo de coco são abandonadas. Os colonizadores alemães e depois os britânicos preocuparam-se pouco com os Nauruanos não lhes entregando senão uma pequena parte do rendimento gerado pela extracção do fosfato.
Esta situação perdurou até à década de 1960, quando o processo de independência permitiu aos Nauruanos melhorar o seu nível de vida. A partir da independência, vivendo da totalidade dos benefícios da exportação do fosfato, converteram-se a uma sociedade de consumo,  (alimentos industriais, tabaco, álcool, automóveis, televisores, electrodomésticos, etc) e equiparam-se com todas as infrastruturas necessárias à vida de um estado e de uma população numa ilha isolada (centro de congressos, companhia aérea, estruturas de comunicação, etc). Este período de opulência termina na década de 1990 quando as reservas de fosfato começam a esvanecer-se e os investimentos financeiros e imobiliários fora do país se revelam infrutíferos,. Empobrecidos, os Nauruanos sentem o perigar do seu modo de vida ocidentalizado com um aumento da incidência de certas doenças ligadas a uma má higiene,. Os Nauruanos apresentam de facto uma das mais altas taxas no mundo de diabetes (quase 66% dos indivíduos que atingem a idade de 55 anos) e uma altíssima incidência de obesidade e de hipertensão,.

## Cultura

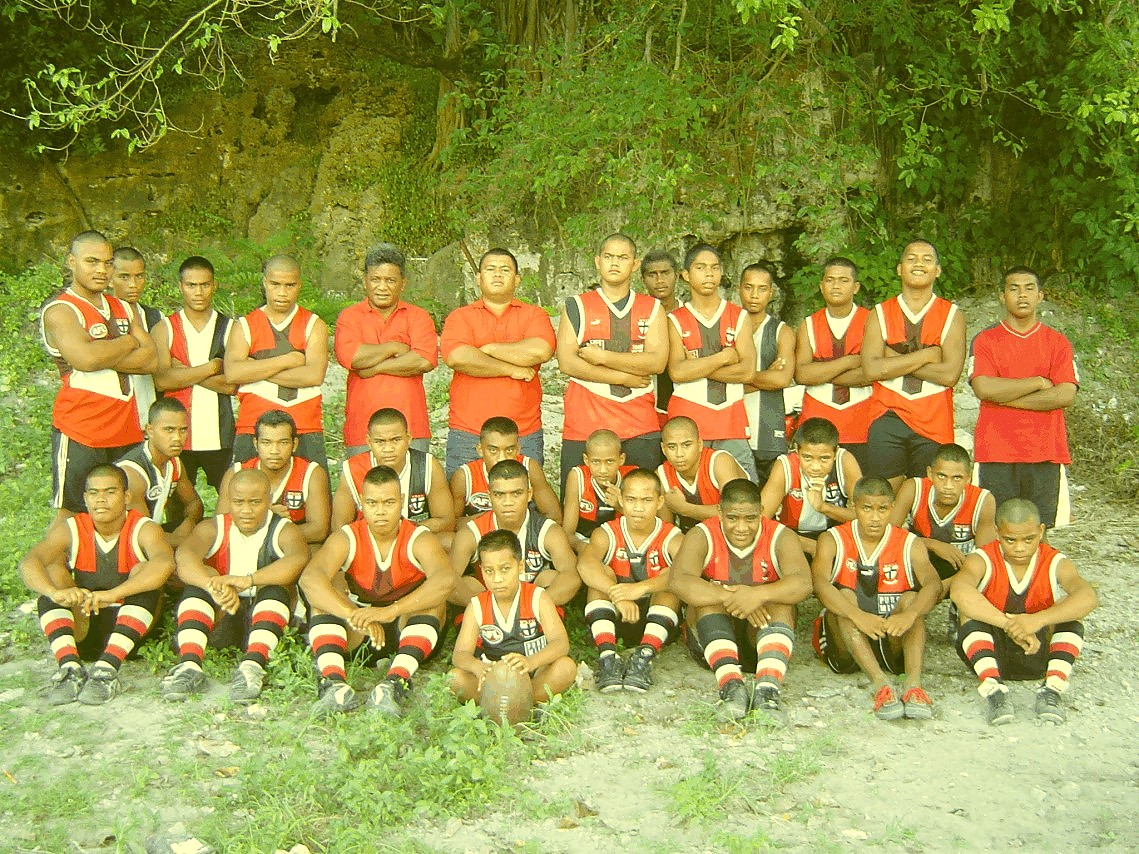
Equipa nauruana de futebol australiano dos Panzer Saints em 2003.

### Mitologia e religião
Os Nauruanos, antes da evangelização cristã, praticavam uma religião totémica baseada numa mitologia centrada em torno de uma cosmogonia e de duas divindades principais: Eijebong, a deusa da feminilidade, e Buitani, a ilha dos espíritos. Diversos rituais eram associados a essa religião como o de os hommes deverem beber uma bebida amarga à base de kava todas as noites ou ainda a oferenda diária sob a forma de farinha feita para o espírito do lar. Segundo a cosmogonia nauruana, uma aranha chamada "Areop-Enap" criou o mundo a partir de um mexilhão, de dois caracóis e de um verme e os homens a partir de pedras.
Desde a evangelização dos Nauruanos a partir do fim do século XIX, são muito poucos os que seguem ainda esta mitologia que se encontra mais como folclore. Cerca de dois terços dos Nauruanos declaram-se protestantes, os outros católicos.

### Língua
A língua des Nauruanos pertence ao grupo malaio-polinésio oriental da família das línguas austronésias. No início da colonização da ilha pelo Império Alemão, o nauruano foi objecto de estudos linguísticos. Contendo originalmente vários dialectos que tornavam a intercompreensão difícil entre os falantes de zonas linguísticas diferentes, pouco a pouco foram-se fundindo numa língua comum com empréstimos da língua alemã.
Em 1938 foi posta em marcha uma reforma da língua com vista a simplificar para que fossem mais fáceis as comunicações com os Europeus e os Norte-Americanos. Esta reforma não foi senão parcialmente aplicada na realidade, pois certos e antigos usos ainda hoje se encontram em vigora.
Com a colonização britânica e depois com a australiana, os Nauruanos passaram a aprender e  a utilizar maioritariamente a língua inglesa. A sua língua constitui ainda um testemunho da colonização da ilha porque muitos Nauruanos são bilingues. O inglês é assim utilizado preferencialmente nos domínios da administração, da justiça, do ensino superior e do comércio enquanto que o nauruano só é usado entre a população, nos primeiros anos do ensino e na televisão e  rádio.